# Willem Louis de Sturler

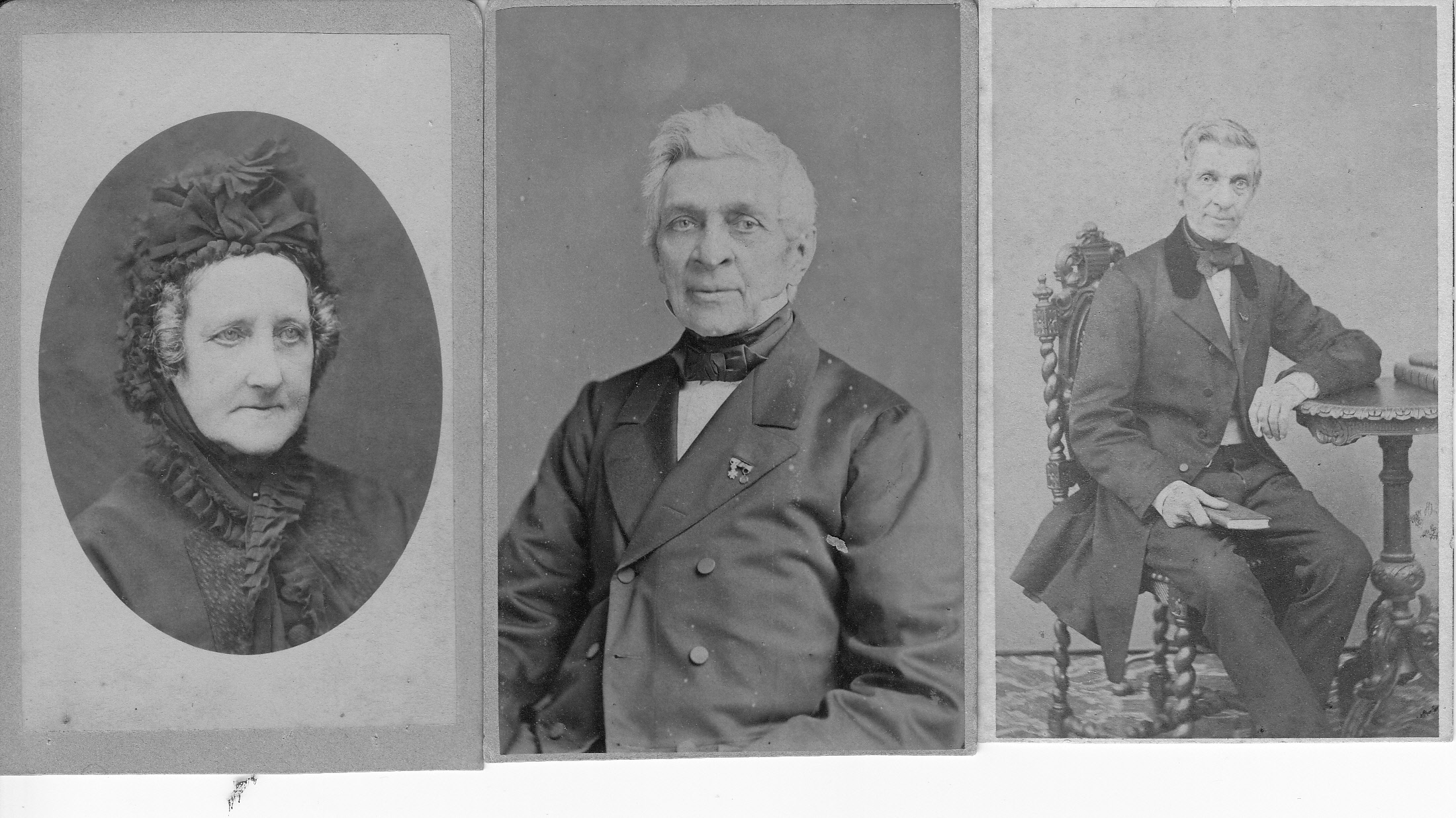
Willem Louis de Sturler, links zijn vrouw Adriana Ripperdina van Roijen

Willem Louis de Sturler  (Tiel, 15 juni 1802 – Den Haag, 24 november 1879)  was een majoor der genie en publicist.

## Levensloop
De Sturler werd geboren te Tiel op 15 juni 1802. Hij ging in krijgsdienst en vertrok als officier der genie naar Nederlands-Indië. Hij keerde daaruit terug als gepensioneerd majoor; hij overleed te 's-Gravenhage op 24 november 1879. In zijn werk ging hij in op verschillende onderwerpen over Nederlands-Indië, zoals houtsoorten en planten. Daarnaast ging hij in op het kolonialisme, zoals zijn Beschouwing van den toestand der Indische bevolking, in verband met de belangen van moederland en koloniën. Hij schreef voornamelijk voor het tijdschrift Vaderlandsche Letteroefeningen.
De Sturler werd benoemd in 1822 tot Ridder in de Militaire Willems-Orde, 4e klasse, en benoemd tot Commandeur in de Orde van de Eikenkroon in 1856. Voorts was hij lid van de Maatschappij der Nederlandse Letterkunde te Leiden en heeft hij verschillende boeken gepubliceerd.
De Sturler behoorde tot de niet-adellijke tak van het geslacht De Sturler, een Nederlandse familie van Zwitserse afkomst. Hij trouwde op 27 juli 1827 met Adriana Ripperdina van Roijen, telg uit het geslacht Van Roijen.
- Bibliothèque nationale de France: cb171619995 (data)
- Biografisch Portaal: 51790577
- CiNii: DA09905354
- Digitale Bibliotheek voor de Nederlandse Letteren: stur004
- Gemeinsame Normdatei: 132988283
- International Standard Name Identifier: 0000 0000 8364 7686
- Library of Congress Control Number: nb2014023303
- Nationale bibliotheek van Australië: 35737268
- Nederlandse Thesaurus van Auteursnamen: 069856028
- Trove: 1064401
- Virtual International Authority File: 23316059
- WorldCat: E39PBJrrCYwRp776m4DpDx83cP